# 잭 래드클리프

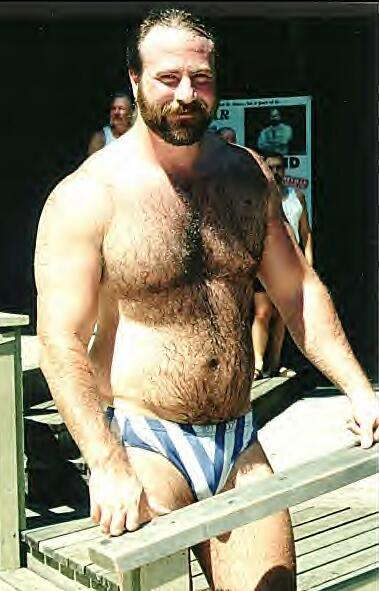
잭 래드클리프

잭 래드클리프(Jack Radcliffe, 1960년 5월 7일 ~ )는 미국의 포르노 배우로, 게이 포르노에 종사한다.